# التهاب الغدد اللعابية المتصلب المزمن
التهاب الغدد اللعابية المتصلب المزمن هو حالة التهابية مزمنة تصيب الغدة اللعابية. الحالة نادرة الحدوث نسبيا كما أنها حالة حميدة لكنها تظهر على شكل كتل صلبة بارزة والتي لا يمكن تفريقها سريريا عن أورام الغدد اللعابية. حاليا يُعتبر المرض من ضمن الأمراض المرتبطة بـIgG4.
تُعرف إصابة الغدد اللعابية تحت الفك السفلي باسم ورم كوتنر على اسم جراح الوجه والفكين الألماني هيرمان كوتنر (1870-1930) والذي قام بكتابة تقرير حول أربعة حالات من الآفات التي تصيب الغدة اللعابية تحت الفك السفلي لأول مرة في عام 1896.

## المظهر
قد يحدث الالتهاب في حالة ورم كوتنر في ناحية واحدة أو في كلا الجانبين لتشمل كافة الغدة تحت الفك السفلي ولكن من الشائع أيضا أن تشمل باقي الغدد اللعابية سواء الكبيرة أو الصغيرة،  بما في ذلك الغدة النكفية.
بشكل عام فإن أورام الغدد اللعابية نادرة نسبيا حيث يحدث تقريبا 2.5-3 حالات لكل 100000 شخص كل عام في العالم الغربي، إلا أن الأورام الخبيثة في الغدد اللعابية تشكل 3-5% من كل أورام الرأس والرقبة. ومع ذلك، فإن الأورام اللعابية تمتلك قدرا كبيرا من التنوع في الشكل وكذلك التنوع في طبيعة الورم (حميد أو خبيث). 

## الميزات تحت الميكرسكوب
بعض الصفات تحت الميكرسكوب تميز ورم كوتنر وتشمل:
- أعداد كبيرة من الخلايا الليمفاوية داخل نسيج الغدة اللعابية بالإضافة إلى خلايا البلازما.
- ضمور الخلايا.
- تليف في غلاف المسارات اللعابية.
- في نهاية المطاف تصلب (استبدال الأنسجة العادية بالنسيج الضام).

## العلاجات الحالية المتاحة
العلاج التقليدي والأكثر فاعلية هو إزالة الغدة وهي عملية تتصف بنسبة قليلة من معدلات الوفاة إلا أنه وفي السنوات الحديثة، فإن حقن الستيرويدات تساهم في العلاج بشكل كبير حيث تؤدي إلى انكماش الورم والالتهاب لذا فقد تكون مفيدة في المرضى الصغار أو الذين يرفضون العمليات الجراحية .

## روابط خارجية
- Salivary glands: Inflammation: Sialadenitis (with images) from Pathology Outlines.com